# 柿崎元子
柿崎 元子（かきざき もとこ、1963年8月31日 - ）は、日本のフリーアナウンサー。現姓：中村。

## 来歴
青森県青森市出身。青森県立青森高等学校、昭和女子大学家政学部生活美学科卒業後、1986年4月、青森放送にアナウンサーとして入社。同期社員は工藤美緒子、佐藤義之、中途の窪寺美穂子（9月入社、元中京テレビ放送）。
ラテ兼営放送局の為、テレビはニュース番組のキャスター、ラジオはワイド番組のパーソナリティを担当する。1990年3月、同局を退社し、再び上京し、同年4月、テレビ東京に移籍。
小池百合子キャスター時代の『ワールドビジネスサテライト』等の報道番組に携わる。その後、テレビ東京を退職し、フリーアナウンサーとなりNHK BS1の契約キャスターを務めた後、
1998年、ブルームバーグに入社。スカパー!等のCS放送にて、ブルームバーグテレビジョンの番組にキャスターとして出演していた。
2009年4月、ブルームバーグテレビ閉局以後に退職。2010年4月、早稲田大学大学院ファイナンス研究科に進学し、2012年4月、同研究科修了。
クレアブギャビンアンダーソンを経て、PR会社であるエデルマン・ジャパンでメディアトレーニングを担当。その後、アナウンス業以外にもメディア・トレーナー、企業研修講師を行い、株式会社ポピンズで保育士研修の企画、運営、講師も担当していた。
2018年8月1日付で、ニッポン放送の報道部契約アナウンサーとして、ニュースデスクを担当しており、ニッポン放送のWebサイト上にて、記事の連載も行っている。
2025年4月14日に近藤冨士雄（元NHKアナウンサー)がパーソナリティを務めるラジオ番組に出演。そのエピソードが自身が出演したニッポン放送の「上柳昌彦 あさぼらけ」で紹介された。

## 出演番組

### 現在
以下、ニッポン放送のニュースデスク担当
- オールナイトニッポン MUSIC10 - 2018年8月6日 - ※月→火曜
- 上柳昌彦 あさぼらけ - 2018年8月7日 - 2021年3月※火曜、2021年4月7日- ※水曜
- 垣花正 あなたとハッピー!※火曜8、９時台

### 過去

#### 青森放送時代

##### テレビ
- RABニュースレーダー（サブキャスター）1987年10月 - 1990年3月

##### ラジオ
- まだ宵の口ダイヤル5000 - 1986年10月 - 1987年3月[2]
- アニメファン倶楽部
- おはようワイドあおもり（パーソナリティ） - 1987年4月 - 1988年3月
- ハートフルサタデー[2]
- お気にめすままアニゼット - 1989年10月 - 1990年3月※木曜

### テレビ東京時代
報道番組
| 期間         | 期間         | 番組名                     | 役職           |
| ------------ | ------------ | -------------------------- | -------------- |
| 時期不明     | 時期不明     | ワールドビジネスサテライト | サブキャスター |
| 1992年4月    | 1993年3月    | ビジネスマンNEWS           | サブキャスター |
| 同局退社以前 | 同局退社以前 | ニュース・日経夕刊         | キャスター     |

その他
- 記者の眼
- 地球・知りたい気分!
- 柳沢慎吾音楽情報番組

### NHK契約キャスター時代
- BSニュース50 - 1996年
- 東京マーケット情報 - 1997年3月12日 - 1998年3月27日

### ブルームバーグ時代
- ブルームバーグ インターナショナル（メインキャスター）
- ブルームバーグ ボイス※アナリスト、エコノミスト、政治家、企業経営者へのインタビュアー

### フリー以後

#### ラジオ
- KEIKYUミュージックトレイン（ラジオ日本）
- ショウアップナイタープレイボール（ニュース読み）※月曜 - 2018年8月 - 2020年11月